# James Broderick
James Broderick (Charlestown, 7 de março de 1927 – New Haven, 1 de novembro de 1982) foi um ator norte-americano.
Seus papéis de destaque incluem a figura do pastor de comunidade hippie da Nova Inglaterra em Alice's Restaurant (1969), um maquinista de metrô em The Taking of Pelham One Two Three (1974) e um agente do FBI em Dog Day Afternoon (1975).